# Joseph M. Dixon
Joseph Moore Dixon, född 31 juli 1867 i Snow Camp, Alamance County, North Carolina, död 22 maj 1934 i Missoula, Montana, var en amerikansk politiker. Han representerade delstaten Montana i båda kamrarna av USA:s kongress, först i representanthuset 1903–1907 och sedan i senaten 1907–1913. Han var guvernör i Montana 1921–1925.
Dixon utexaminerades 1889 från Guilford College. Han flyttade 1891 till Montana.  Han studerade sedan juridik och inledde 1892 sin karriär som advokat i Missoula. Han var åklagare i Missoula County 1895-1897.
Republikanen Dixon efterträdde 1903 populistpartisten Caldwell Edwards som kongressledamot. Han efterträdde sedan 1907 demokraten William A. Clark som senator för Montana. Senator Dixon ställde upp för omval som Progressiva partiets kandidat men han besegrades av demokraten Thomas J. Walsh.
Dixon bytte parti tillbaka till republikanerna. Han efterträdde 1921 Sam V. Stewart som guvernör. Han efterträddes fyra år senare av John Edward Erickson.